# إنريكيه شدياق
إنريكيه شدياق (بالإسبانية: Enrique Chediak)‏ (و. 1967 – م) هو مصور سينمائي من الإكوادور. ولد في كيتو. 

## أعماله
عديدة ومنها:
- سيزار شافيز، 2014 (إخراج: دييغو لونا)

## وصلات خارجية
- إنريكيه شدياق على موقع IMDb (الإنجليزية)
- إنريكيه شدياق على موقع ألو سيني (الفرنسية)
- إنريكيه شدياق على موقع أول موفي (الإنجليزية)
- إنريكيه شدياق على موقع قاعدة بيانات الأفلام السويدية (السويدية)
- إنريكيه شدياق على موقع قاعدة بيانات الفيلم (الإنجليزية)
- إنريكيه شدياق على موقع كينوبويسك (الروسية)